# Polygoon van Zonnebeke
Polygoon van Zonnebeke är en skog i Belgien.   Den ligger i provinsen Västflandern och regionen Flandern, i den västra delen av landet, 100 km väster om huvudstaden Bryssel.
Runt Polygoon van Zonnebeke är det i huvudsak tätbebyggt. Runt Polygoon van Zonnebeke är det tätbefolkat, med 683 invånare per kvadratkilometer.